# 霍姆斯之圍
霍姆斯之圍是叙利亚内战中敘利亞政府軍對霍姆斯市反對派控制區的長期圍困戰。從2011年5月開始的圍困持續3年之久，至2014年5月反對派部隊同意撤出而結束。
全國性的反政府示威於2011年3月開始，示威者與安全部隊之間的衝突在4月加劇。2011年5月初，敘利亞軍方對霍姆斯的反政府示威者進行鎮壓，部分示威者武裝起來並攻擊安全部隊。
到2012年5月，霍姆斯市大部分地區由政府軍控制，反對派控制區佔市區15%至20%左右。

## 反對派撤出
2014年5月2日，一項停火協議達成，政府軍容許餘下的1,000名反對派武裝分子離開霍姆斯到北面被反對派控制的市郊。
5月7日，撤離行動開始，至5月9日完成。

## 瓦爾之圍

2012年2月至2017年10月霍姆斯市及周邊地區形勢圖，紅：敘利亞政府控制，綠：反對派（包括努斯拉陣線）控制

拒絕接受2014年5月協議的武裝分子和平民集中於霍姆斯市郊的瓦爾社區，繼續遭受政府軍圍困。到2016年9月12日終於有協議公佈，反對派同意撤出瓦爾，300名武裝分子轉移至其它地方。9月22日開始撤離行動，不過到11月又中止。2017年3月，撤離行動恢復，最後一批反政府人員於2017年5月21日撤出。從2017年3月起，共有約7千名武裝分子連同他們的家屬另計約1萬人撤出瓦爾。另有1,150名武裝分子選擇留下，放下武器接受敘政府特赦。